# Diplocentrus
Genre
Diplocentrus est un genre de scorpions de la famille des Diplocentridae.

## Distribution
Les espèces de ce genre se rencontrent dans le Sud des États-Unis, au Mexique et en Amérique centrale.

## Liste des espèces
Selon The Scorpion Files (03/06/2020) :
- Diplocentrus actun Armas & Palacios-Vargas, 2002
- Diplocentrus anophthalmus Francke, 1977
- Diplocentrus bellator Teruel, 2003
- Diplocentrus bereai Armas & Martín-Frías, 2004
- Diplocentrus bicolor Contreras-Félix & Santibáñez-López, 2011
- Diplocentrus chiapasensis Beutelspacher & Armas, 1998
- Diplocentrus chol Francke, 2007
- Diplocentrus churumuco Francke & Ponce Saavedra, 2005
- Diplocentrus coddingtoni Stockwell, 1988
- Diplocentrus colwelli Sissom, 1986
- Diplocentrus coylei Fritts & Sissom, 1996
- Diplocentrus cozumel Beutelspacher & Armas, 1998
- Diplocentrus cueva Francke, 1978
- Diplocentrus diablo Stockwell & Nilsson, 1987
- Diplocentrus duende Santibáñez-López & González-Santillán, 2017
- Diplocentrus ferrugineus Fritts & Sissom, 1996
- Diplocentrus formosus Armas & Martín-Frías, 2003
- Diplocentrus franckei Santibáñez-López, 2014
- Diplocentrus gertschi Sissom & Walker, 1992
- Diplocentrus gladiator Beutelspacher & Trujillo, 1999
- Diplocentrus hoffmanni Francke, 1977
- Diplocentrus insularis Sagastume-Espinoza, Longhorn & Santibáñez-López, 2015
- Diplocentrus izabal Armas & Trujillo, 2016
- Diplocentrus jaca Armas & Martín-Frías, 2000
- Diplocentrus keyserlingii Karsch, 1880
- Diplocentrus kraepelini Santibáñez-López, Francke & Prendini, 2013
- Diplocentrus lachua Armas, Trujillo & Agreda, 2011
- Diplocentrus landelinoi Trujillo & Armas, 2012
- Diplocentrus leptomanus Villa-Corella, Silva-Kurumiya, Barrales-Alcalá, Van Devender & Francke, 2023
- Diplocentrus lindo Stockwell & Baldwin, 2001
- Diplocentrus longimanus Santibáñez-López, Francke & Athanasiadis, 2011
- Diplocentrus lourencoi Stockwell, 1988
- Diplocentrus lucidus Stockwell, 1988
- Diplocentrus luisae Guijosa, 1973
- Diplocentrus majahuensis Baldazo Monsivaiz, 2003
- Diplocentrus maya Francke, 1977
- Diplocentrus melici Armas, Martín-Frías & Berea, 2004
- Diplocentrus mexicanus Peters, 1861
- Diplocentrus mitchelli Francke, 1977
- Diplocentrus mitlae Francke, 1977
- Diplocentrus montecristo Armas & Martín-Frías, 2000
- Diplocentrus motagua Armas & Trujillo, 2009
- Diplocentrus ochoterenai Hoffmann, 1931
- Diplocentrus ornatus Stockwell, 1988
- Diplocentrus oxlajujbaktun Trujillo & Armas, 2012
- Diplocentrus peloncillensis Francke, 1975
- Diplocentrus perezi Sissom, 1991
- Diplocentrus popti Trujillo & Armas, 2016
- Diplocentrus rectimanus Pocock, 1898
- Diplocentrus reddelli Francke, 1977
- Diplocentrus roo Armas & Martín-Frías, 2005
- Diplocentrus sagittipalpus Santibáñez-López, Francke & Prendini, 2013
- Diplocentrus santiagoi Stockwell, 1988
- Diplocentrus silanesi Armas & Martín-Frías, 2000
- Diplocentrus sinaan Armas & Martín-Frías, 2000
- Diplocentrus sissomi Santibáñez-López, Francke & Prendini, 2013
- Diplocentrus spitzeri Stahnke, 1970
- Diplocentrus steeleae Stockwell, 1988
- Diplocentrus taibeli (Caporiacco, 1938)
- Diplocentrus tehuacanus Hoffmann, 1931
- Diplocentrus tehuano Francke, 1977
- Diplocentrus tenango Santibáñez-López & Francke, 2008
- Diplocentrus whitei (Gervais, 1844)
- Diplocentrus williamsi Sissom & Wheeler, 1995
- Diplocentrus zacatecanus Hoffmann, 1931

## Systématique et taxinomie
Ce genre a été décrit par Peters en 1861.

## Publication originale
- Peters, 1861 : « Ueber eine neue Eintheilung der Skorpione und ueber die von ihm in Mossambique gesammelten Arten von Skorpionen, aus welchem hier ein Auszug mitgetheilt wird. » Monatsberichte der Königlichen Preussische Akademie des Wissenschaften zu Berlin, vol. 1861, no 1, p. 507–516 (texte intégral).